# 南大津通
南大津通（みなみおおつどおり）は、愛知県名古屋市中区の地名。

## 地理
大津町筋（大津通）の広小路通（栄交差点）以南の沿線に位置していた。
町名としては下記の通り1969年に廃止されたが、その後も大津通の栄交差点〜矢場町交差点間に対して「南大津通」の通称で呼ばれる場合がある。

## 歴史

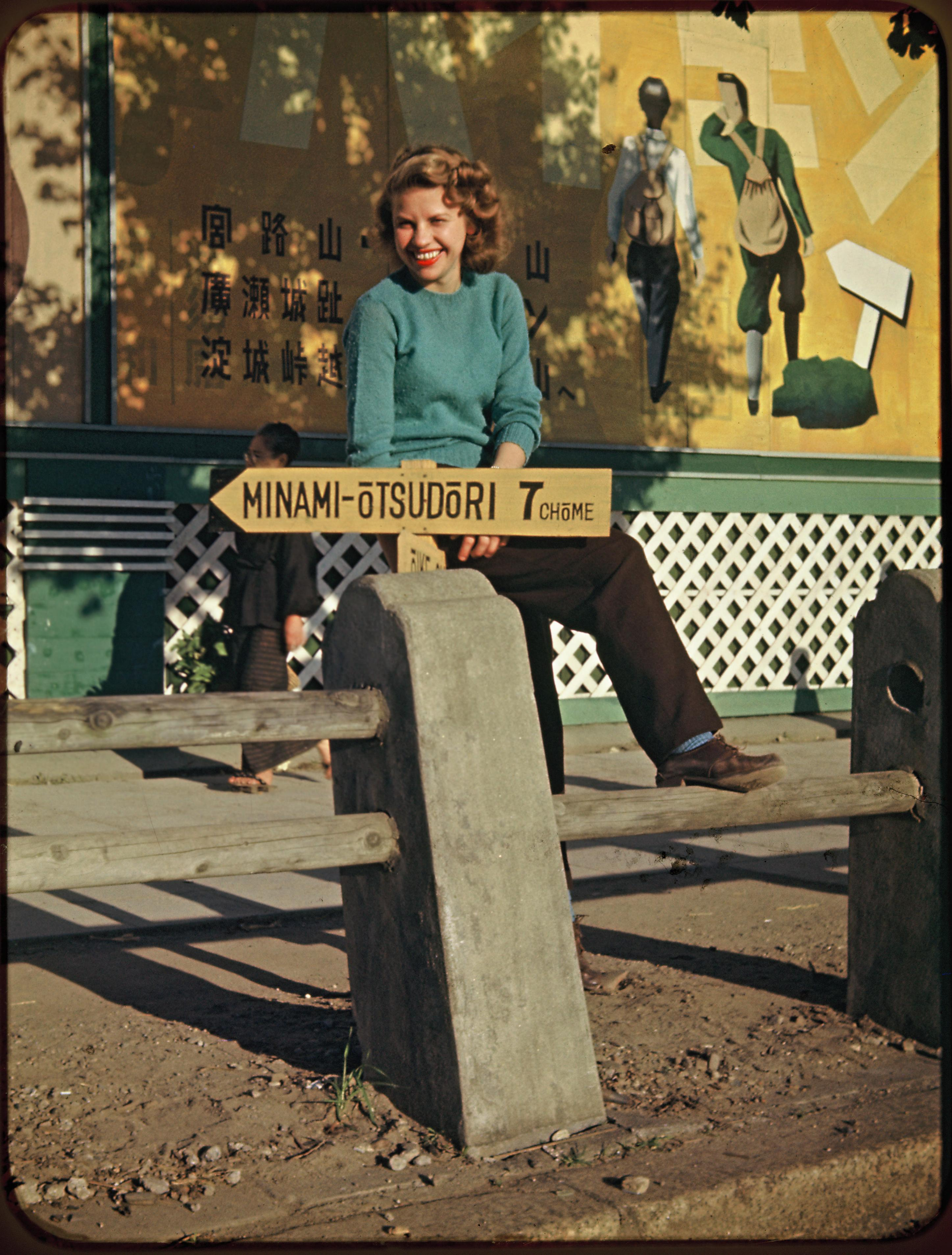
戦後直後の南大津通7丁目

### 沿革

#### 南大津町
- 1871年（明治4年）9月29日 - 南大津町として成立[1][6]。
- 1889年（明治22年）10月1日 - 名古屋市成立に伴い、同市南大津町となる[6]。
- 1908年（明治41年）4月1日 - 中区成立に伴い、同区南大津町となる[1][6]。
- 1938年（昭和13年）3月15日 - 全域が南大津通に編入され消滅[1][6]。

#### 南大津通
- 1938年（昭和13年）3月15日 - 裏門前町1丁目・上前津町・小林町・三輪町・矢場町（1ノ切・同4ノ切・同5ノ切）・南大津町の各一部により、南大津通1〜7丁目として成立[1][4][6]。
- 1944年（昭和19年）2月11日 - 栄区成立に伴い、1〜4丁目が同区所属となる[1][6]。
- 1944年（昭和19年）5月15日 - 中区南大津通の一部が上前津町に編入される[6]。
- 1945年（昭和20年）11月3日 - 栄区廃止に伴い、栄区南大津通1〜4丁目が中区に統合される[1][6]。
- 1966年（昭和41年）3月30日 - 住居表示に伴い、1〜3丁目および4丁目の一部が栄三丁目に編入される[1][4][6]。
- 1969年（昭和44年）10月21日 - 住居表示に伴い、4〜7丁目が大須三丁目および同四丁目に編入され、消滅[1][4][6]。

## コスプレイベント
SAKAEコスプレフェスティバル
2013年から2016年まで、毎年5月下旬 - 6月上旬の日曜日に開催されていた。総務省東海総合通信局・東海テレビ主催による路上コスプレイベント。2016年の開催の際、雨天時の対応が杜撰だったと批判が相次ぎ主催を降板。2017年からはホココスとなった。
ホココス 〜南大津通歩行者天国COSPLAY〜
上記の「SAKAEコスプレフェスティバル」を引き継ぐ形でテレビ愛知・世界コスプレサミット実行委員会が主催。2017年から5月と11月（2017年秋のみ10月開催）にパレードやギャザリングなどコスプレを楽しむイベントを南大津通、大須商店街、サンシャインサカエ、矢場公園で開催している。
2018年5月20日開催のホココス2018春にはコスプレイヤー約4500人が集結した。
2020年以降は新型コロナウイルス感染症の影響で栄地区の歩行者天国自体が中止となっていることからホココスも長らく休止状態が続いていたが、2024年5月19日に約4年半ぶりに再開催されることが発表された。